# 牧ノ戸峠

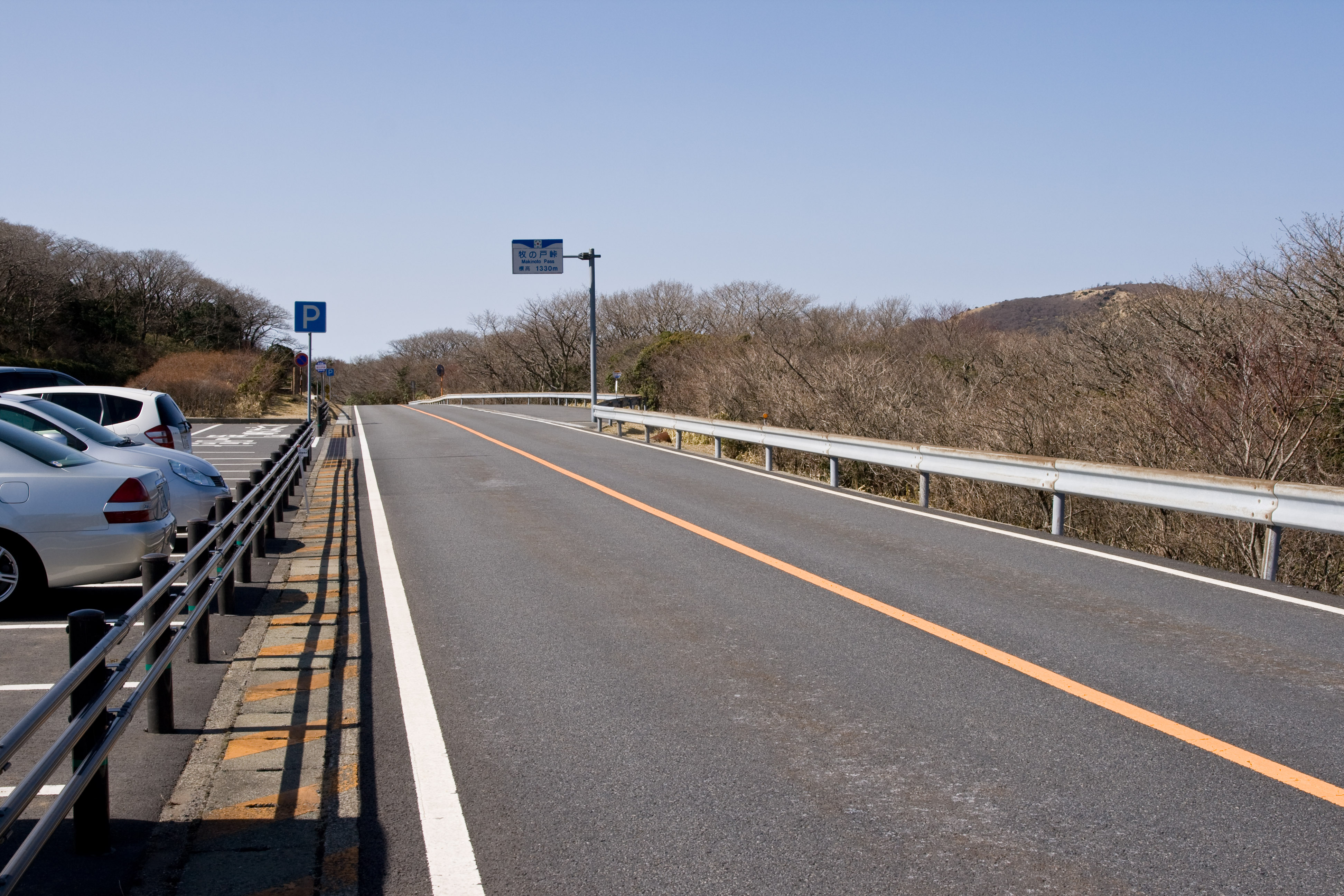
牧ノ戸峠を通過するやまなみハイウェイ

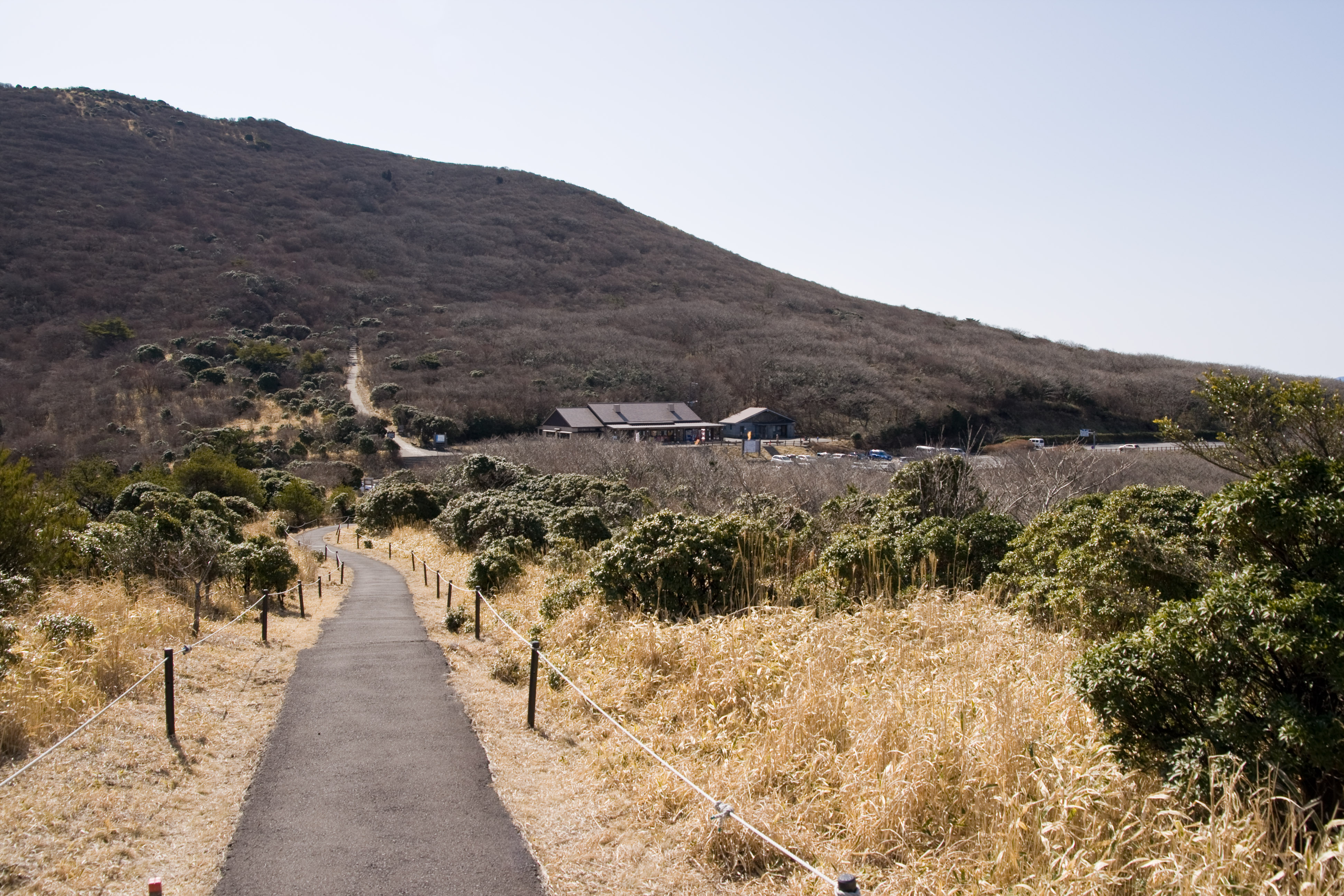
牧ノ戸峠の周辺環境

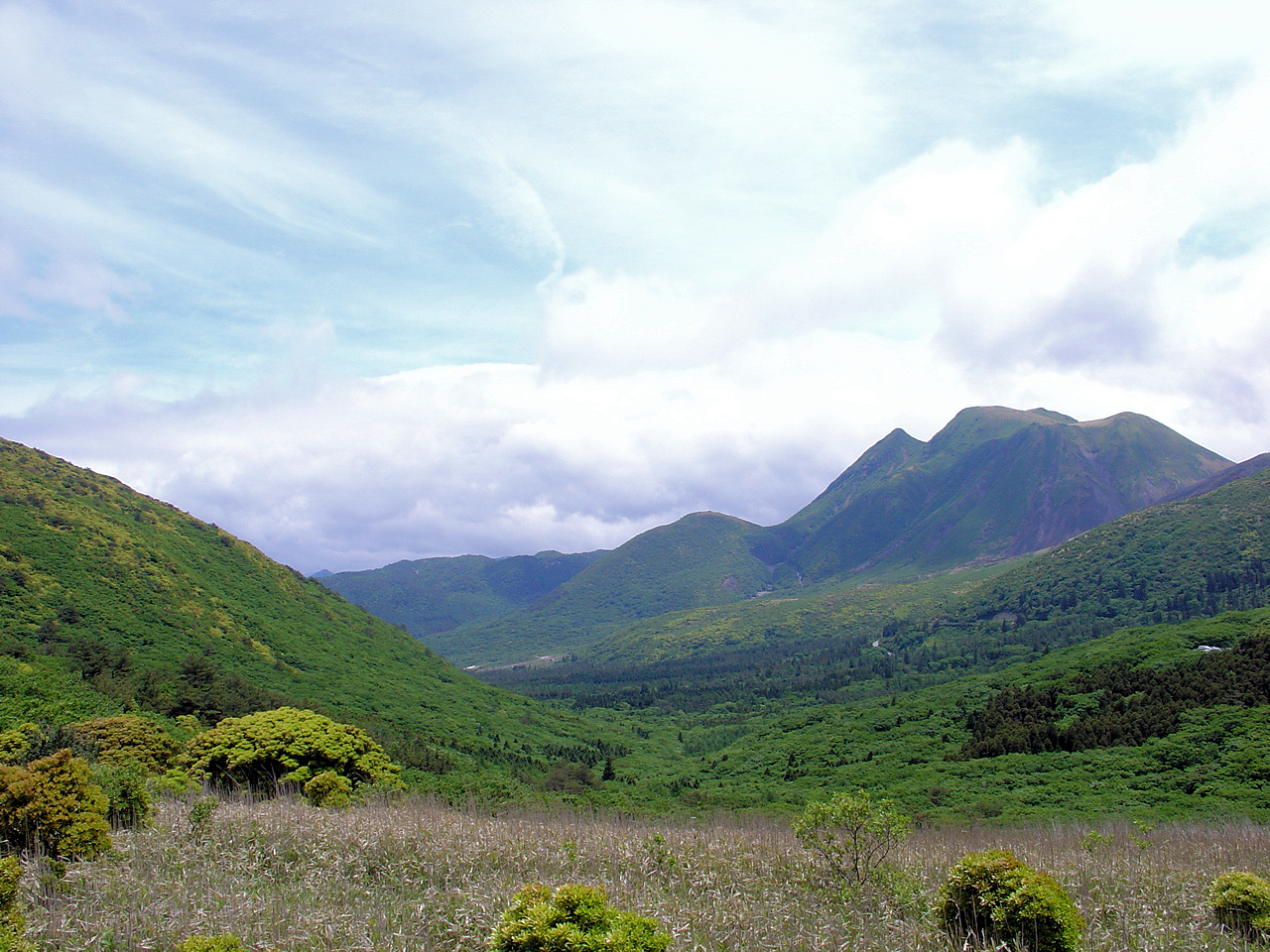
牧ノ戸峠展望台から東北東の景色、右奥は三俣山

牧ノ戸峠（まきのととうげ）は、大分県玖珠郡九重町にある峠。やまなみハイウェイにあり、久住山、九重山、黒岩山などの登山道の入り口がある。

## 概要
- 位置：座標: 北緯33度5分47秒 東経131度12分30秒 / 北緯33.09639度 東経131.20833度
- 標高：1,333m

## 周辺
- 峠の登山口から、コンクリート道を登り、標高1,503mの黒岩山の尾根に上がると、阿蘇山・星生山・久住山（山頂部分）が見える。

## 交通

### 通過する道路
- 大分県道・熊本県道11号別府一の宮線

### その他
- 県道は、冬季、峠付近ですべり止めが必要な時がある。冬季は融雪剤がまかれ、雪が降ると除雪される。
- 峠には、広い駐車場があり、売店・自動販売機・公衆トイレが併設されている。駐車場は、除雪されないため、県道はすべり止めが必要なくても駐車場では必要な時がある。
- 6月上旬のミヤマキリシマが咲く頃は、駐車場は早朝から満車となり、八丁原地熱発電所へ通じる林道に縦列駐車する車がある。